# Hasenscheisse
Hasenscheisse ist eine deutsche Band aus Berlin/Potsdam.

## Geschichte
Hasenscheisse beschreiben ihren Musikstil selbst als Akustik-Guitar-Trash-Balladen. 2007 erschien das erste Album Für eine Handvoll Köttel. 2009 erschien das zweite Album, Für ein paar Köttel mehr. 
Der wohl bekannteste Titel der Band ist Bernd am Grill von Für eine Hand voll Köttel. Durch die Verbreitung des Titels im Internet bzw. in Videoportalen erreichte er einen gewissen Bekanntheitsgrad. Auch wurde der Titel bei verschiedenen Radiosendern gespielt. 2010 coverte die Volksmusikgruppe De Randfichten den Song.

## Diskografie

### Alben
- 2007: Für eine Handvoll Köttel
- 2009: Für ein paar Köttel mehr
- 2012: a-Moll
- 2018: 11 1/2 Jahre Hasenscheisse Live
- 2021: Dampferjazz